# Jaago
Jagoo – dramat indyjski z 2004 roku. Film, którego akcja dzieje się w Mumbaju opowiada historię śledztwa w sprawie gwałtu na 9-letniej dziewczynce. Śledztwo prowadzi inspektor Shankar Thakur, który musi zmierzyć się z problemem korupcji w policji. W roli głównej Manoj Bajpai (Satya, Pinjar, Aks). W rolach rodziców dziewczynki Sanjay Kapoor i Raveena Tandon.

## Fabuła
Mumbaj. Na oczach świadków zgwałcono w pociągu 9-letnią dziewczynkę. Sparaliżowani strachem o swoje życie pasażerowie nie reagują, boją się świadczyć przeciwko gwałcicielom, tym bardziej że chronią ich ojcowie, wysoko postawieni politycy. Słynący ze swojej nieprzekupności inspektor Shankar Thakur (Manoj Bajpai) wydaje wojnę wszystkim. Walczy i ze strachem świadków i ze skorumpowaną policją. Chce zdążyć z wydaniem wyroku na sprawcach zanim on sam zostanie przez wpływowych polityków odsunięty od sprawy, a świadkowie zabici. W walce o ukaranie sprawców pomagają mu zrozpaczeni i spragnieni zemsty rodzice Shruti (Raveena Tandon i Sanjay Kapoor).

## Obsada
- Sanjay Kapoor – Shrikant
- Raveena Tandon – Shweta
- Manoj Bajpai – inspektor Krupa Shankar Thakur
- Puru Rajkumar – Elias Ansari
- Hansika Motwani – Shruti
- Manoj Joshi